# Jenkins
Jenkins — відкритий інструмент для безперервної інтеграції, написаний на Java. Проект був відгалуженням проекту Hudson, після суперечки з Oracle, яка заявляла свої права на торгову марку Hudson і таки створила її в грудні 2010.
Jenkins допомагає автоматизувати частину процесу розробки ПЗ, яка не потребує участі людини (в таких частинах, як неперервна інтеграція), та розширює технічні можливості команд розробників з неперервною доставкою продукту.